# Якир, Любовь Иезекиилевна
Любо́вь Иезекии́левна Яки́р (при рождении Коган; 24 сентября 1922, Киев — 6 октября 2013, Киев) — советская шахматистка, мастер спорта СССР (1963). Призёр командного первенства СССР (1959), шестикратная чемпионка Украинской ССР (1947, 1948, 1951, 1952, 1953, 1954), чемпионка Грузинской ССР по шахматам (1951).

## Биография
Родилась 24 сентября 1922 года в Киеве, в семье Иезекииля Марковича Когана, уроженца местечка Скоморохи — автора учебников по математике под псевдонимом К. О. Ган («Решения всех геометрических задач на вычисление к сборнику Н. Рыбкина», 1928, 2-е изд., 1929; «Решение всех алгебраических задач к сборнику Н. А. Шапошникова и Н. К. Вальцова», в 2-х тт., 1929—1930), погибшего в Киевском ополчении в 1941 году.
Работала инженером-технологом на заводе «Красный экскаватор». На заводе вела шахматную секцию для людей со слабым зрением и слепых. На заводе и познакомилась со своим мужем Арнольдом Якиром (?—2002). У них родилась дочь Инна, которая стала филологом и переводчиком.
За свою жизнь участвовала в более чем 250-ти шахматных турнирах и часто занимала призовые места. Дружила с Е. П. Геллером, Д. И. Бронштейном, И. О. Липницким, Н. С. Заноздрой. Была знакома с В. Г. Мессингом.
Шестикратная чемпионка УССР, абсолютная рекордсменка по титулам чемпионки Украины. На первенстве СССР между командами союзных республик 1959 года, разыгранном в рамках 2-й Спартакиады народов СССР, заняла в составе украинской команды третье место. Неоднократная чемпионка Всесоюзного и республиканского первенств ФСО «Спартак» по шахматам[уточнить].
В Киеве в 2013 году был проведён Кубок Любови Якир.
Умерла 6 октября 2013 в Киеве. Перед своей кончиной была самой пожилой профессиональной шахматисткой в мире.

## Статьи
- Якир, Л. Точки расставлены, но не до конца

## Цитаты
В. В. Капустин, Президент Федерации Шахмат Украины:

Мы знаем Вас как одну из сильнейших шахматисток Украины и бывшего Советского Союза 50-60 гг, лидера женской сборной команды Украины тех времен, шестикратную чемпионку Украины. Сейчас Вы успешно занимаетесь общественной работой среди ветеранов спорта. Ваш высокий профессиональный уровень, эрудиция, доброжелательность, скромность и тактичность принесли Вам заслуженный авторитет в шахматном мире. Своим неутомимым и самоотверженным трудом на благо украинских шахмат Вы заслужили искреннее уважение и благодарность всех, кто имел и имеет возможность сотрудничать с Вами.